# Agatha Christie: Panna Marple
Agatha Christie: Panna Marple (Agatha Christie’s Marple) – serial telewizji ITV1, złożony z 23 epizodów, na którego kolejne odcinki składały się filmy kręcone na podstawie książek znanej autorki Agathy Christie opiewających przygody bohaterki – panny Jane Marple. Premierowe odcinki pojawiały się od grudnia 2004. Odtwórczynią tytułowej roli (sezon I-III) była Geraldine McEwan, uznana za jedną z najlepszych odtwórczyń tej postaci. Od serii IV w tytułową rolę wcielała się Julia McKenzie.
W ramach produkcji tego serialu zekranizowano także 3 powieści bez udziału panny Marple.
Od 2005 roku Oxford Educational rozpoczęło wydawanie w Polsce odcinków na DVD. Kolekcja ta nosi nazwę Agatha Christie – Marple i wzbogacona została o serial nakręcony przez BBC w latach 80. w którym rolę Miss Marple odgrywała Joan Hickson.

## Odcinki serialu
Wszystkie odcinki serialu trwają po 95 minut.

### Seria 1
| 1 | 1 | The Body In The Library    | Noc w bibliotece           | Andy Wilson     | Kevin Elyot       | 12 grudnia 2004 | 21 września 2007     | Noc w bibliotece           |
| Ciało blondynki zostaje znalezione w bibliotece państwa Bantry w Gossington Hall. Dolly Bantry nie wierzy przypuszczeniom Scotland Yardu co do zdrady męża i wzywa na pomoc pannę Marple, by oczyściła imię załamanego męża. Szybko okazuje się, że za śmiercią blondynki kryła się droga do dziedzictwa wielkiej fortuny, a śledztwo nabiera nowego wymiaru. Występują: Geraldine McEwan (panna Marple), Miles Richardson (Frank Jefferson), Simon Callow (pułkownik Melchett), Jack Davenport (superintendent Harper), James Fox (pułkownik Arthur Bantry), Joanna Lumley (Dolly Bantry), Jamie Theakston (Mark Gaskell), Giles Oldershaw (Edwards), Emma Cooke (Dinah Lee), Richard Durden (pan Prescott), Adam Garcia (Raymond Starr), Florence Hoath (Pamela Reeves), Ben Miller (Basil Blake), Ian Richardson (Conway Jefferson), Tina Martin (kobieta w średnim wieku), Bruce Mackinnon (Scamper), Abigail Neale-Wilkinson (Jesse), Anna Rawlins (Beatrice), Robin Soans (dr Haydock), Mary Stockley (Josie Turner), Zoe Thorne (Florence), Emma Williams (Ruby Keene), Steven Williams (Peter Carmody), David Walliams (George Bartlett), Tara Fitzgerald (Adelaide Jefferson). |   |                            |                            |                 |                   |                 |                      |                            |
| 2 | 2 | The Murder At The Vicarage | Morderstwo na plebanii     | Charles Palmer  | Stephen Churchett | 19 grudnia 2004 | 28 września 2007     | Morderstwo na plebanii     |
| Na plebanii w wiosce St. Mary Mead odnaleziono ciało zastrzelonego pułkownika Protheroe. Śledztwo nie jest proste, a lista podejrzanych długa, gdyż pułkownik miał wielu wrogów. Tymczasem na policję zgłaszają się dwie osoby przyznające się do zbrodni. Sprawa wymaga błyskotliwego oka panny Marple. Występują: Geraldine McEwan (panna Marple), Derek Jacobi (pułkownik Protheroe), Stephen Tompkinson (inspektor Slack), Jane Asher (pani Lester), Jason Flemyng (Lawrence Redding), Herbert Lom (Augustin Duffosse), Miriam Margolyes (pani Price-Ridley), Tim McInnerny (wielebny Leonard Clement), Janet McTeer (Anne Protheroe), Robert Powell (dr Haydock), Rachael Stirling (Griselda Clement), Mark Gatiss (Ronald Hawes), Emily Bruni (Helene Duffosse), Jana Carpenter (May Ainsworth), Stephen Churchett (koroner), Christina Cole (Lettice Protheroe), Paul Hawkyard (Frank Tarrant), Siobhan Hayes (Mary Hill), Jenny Howe (pokojówka), Julian Morris (Dennis Clement), John Owens (fotograf), Angela Pleasence (panna Hartnell), Ruth Sheen (pani Tarrant), Julie Cox (młoda panna Marple), Marc Warren (kapitan Ainsworth).                                         |   |                            |                            |                 |                   |                 |                      |                            |
| 3 | 3 | 4:50 From Paddington       | 4.50 z Paddington          | Andy Wilson     | Stephen Churchett | 26 grudnia 2004 | 5 października 2007  | 4.50 z Paddington          |
| Panna Marple otrzymuje zgłoszenie od świadka morderstwa w pociągu. Niestety policja porzuca śledztwo z powodu braku ofiary i ciała. Marple sama postanawia przyjrzeć się sprawie bliżej. Występują: Geraldine McEwan (panna Marple), Amanda Holden (Lucy Eyelesbarrow), Pam Ferris (Elspeth McGillicuddy), John Hannah (inspektor Tom Campbell), Niamh Cusack (Emma Crackenthorpe), Celia Imrie (madame Joilet), Griff Rhys Jones (dr David Quimper), David Warner (Luther Crackenthorpe), Jenny Agutter (Agnes Crackenthorpe), Rob Brydon (inspektor Awdry), Tasha Bertham (Olga), Charlie Creed-Mills (Harold Crackenthorpe), Ben Daniels (Alfred Crackenthorpe), Rose Keegan (lady Alice), Michael Landes (Bryan Eastley), Meritxell Lavanchy (Anna Stravinska), Toby Marlow (James Stoddard-West), Neve McIntosh (lady Strickland-West), Ciarán McMenamin (Cedric Crackenthorpe), Kurtis O’Brien (Alexander Eastley), Tim Stern (zarządca), Pip Torrens (Noël Coward). |   |                            |                            |                 |                   |                 |                      |                            |
| 4 | 4 | A Murder Is Announced      | Morderstwo odbędzie się... | John Strickland | Stewart Harcourt  | 2 stycznia 2005 | 12 października 2007 | Morderstwo odbędzie się... |
| W lokalnej gazecie „Chipping Cleghorn” miasteczka Little Paddocks ukazuje się ogłoszenie z treścią mówiącą o zaplanowanym morderstwie. Wszyscy więc w wyznaczonym terminie przybywają do Little Paddocks. Tam, w chwili gdy gaśnie światło, padają strzały. Letitia Blacklock została postrzelona, a w drzwiach leży martwy mężczyzna. Panna Marple, która w tym czasie przebywała u przyjaciółki, pomaga doprowadzić śledztwo do końca. Występują: Geraldine McEwan (panna Marple), Zoë Wanamaker (Letitia Blacklock), Alexander Armstrong (inspektor Craddock), Elaine Paige (Dora Bunner), Virginia McKenna (Belle Goedler), Frances Barber (Lizzie Hinchcliffe), Cherie Lunghi (Sadie Swettenham), Christian Coulson (Edmund Swettenham), Richard Dickson (pan Rowlandson), Matthew Goode (Patrick Simmons), Sienna Guillory (Julia Simmons), Keeley Hawes (Philippa Haymes), Gerard Horan (sierżant Fletcher), Nicole Lewis (Myrna Harris), Lesley Nicol (Nurse McClelland), Christian Pederson (Rudi Scherz), Robert Pugh (pułkownik Archie Easterbrook), Claire Skinner (Amy Murgatroyd), Catherine Tate (Mitzi Kosinski).                                                       |   |                            |                            |                 |                   |                 |                      |                            |

### Seria 2
| 5 | 1 | Sleeping Murder              | Uśpione morderstwo                           | Ed Hall       | Stephen Churchett | 5 lutego 2006    | 19 października 2007 | Uśpione morderstwo  |
| Gwenda Reed, zaręczona z dużo starszym od siebie mężczyzną, przyjeżdża do Anglii, aby kupić dom. Młoda dziewczyna twierdzi, że po raz pierwszy przyjechała do ojczyzny, ale wkrótce przekonuje się, że to nieprawda. Na dodatek, była świadkiem morderstwa. Przerażona dziewczyna prosi o pomoc pannę Jane Marple. Występują: Geraldine McEwan (panna Marple), Phil Davis (dr James Kennedy), Dawn French (Janet Erskine), Paul McGann (Dickie Erskine), Una Stubbs (pani Pagett), Peter Serafinowicz (Walter Fane), Sarah Parish (Eve Ballantyne), Helen Coker (Lily Tutt), Nickolas Grace (Lionel Luff), Anna-Louise Plowman (Helen Marsden), Richard Bremmer (pan Sims), Julian Wadham (Kelvin Halliday), Martin Kemp (Jackie Afflick), Sophia Myles (Gwenda Halliday), Harry Treadaway (George Erskine), Mary Healey (asystent w sklepie), Greg Hicks (Ferdinand), Vincent Leigh (Jim Tutt), Geraldine Chaplin (pani Fane), Russ Abbot (CI Arthur Primer), Harriet Walter (księżna Malfi), Emilio Doorgasingh (sierżant Desai), Aidan McArdle (Hugh Hornbeam), Darren Carnall (garderobiany). |   |                              |                                              |               |                   |                  |                      |                     |
| 6 | 2 | The Moving Finger            | Zatrute pióro                                | Tom Shankland | Kevin Elyot       | 12 lutego 2006   | 26 października 2007 | Zatrute pióro       |
| Lymstock to wieś pełna wstydliwych sekretów, które lepiej by nie ujrzały światła dziennego. Jednak pewnego dnia mieszkańcy zaczynają otrzymywać listy z pogróżkami pisane zatrutym piórem. Po samobójstwie jednego z domniemanych sprawców policja wszczyna śledztwo. Tymczasem Panna Marple postara się ująć przestępcę na gorącym uczynku. Występują: Geraldine McEwan (panna Marple), Angela Curran (panna Ginch), Rosalind Knight (Partridge), Imogen Stubbs (Mona Symmington), Sean Pertwee (dr Owen Griffith), Ellen Capron (Agnes), Keith Allen (inspektor Graves), Frances de la Tour (Maud Dane Calthrop), Stephen Churchett (koroner), Thelma Barlow (Emily Barton), Jessica Stevenson (Amy Griffith), John Sessions (Cardew Pye), Emilia Fox (Joanna Burton), Kelly Brook (Elsie Holland), Harry Enfield (Richard Symmington), Ken Russell (wielebny Dane Calthrop), Talulah Riley (Megan Hunter), James D’Arcy (Jerry Burton). |   |                              |                                              |               |                   |                  |                      |                     |
| 7 | 3 | By The Pricking Of My Thumbs | Tajemnica obrazu / Dom niespokojnej starości | Peter Medak   | Stewart Harcourt  | 19 lutego 2006   | 2 listopada 2007     | Dom nad kanałem     |
| Tommy i Tuppence Beresfordowie niegdyś wspólnie rozwiązywali zagadki, lecz teraz Tuppence z boku obserwuje sukcesy męża. Pewnego dnia, gdy wspólnie z Tommym odwiedza jego ciotkę w domu opieki, zastanawia ją zachowanie jednej z pensjonariuszek. Sześć tygodni później kobieta znika, a ciotka Tommy’ego zostaje zamordowana. W liście adresowanym do Tommmy’ego oświadcza, że wpadła na trop mordercy działającego w domu opieki, a pozostawiony przez nią obraz ma pomóc rozwiązać mu zagadkę. Ponieważ Tommy wyjechał za granicę, Tuppence musi wziąć sprawę w swoje ręce. Wreszcie ma okazję zabłysnąć. Z pomocą przychodzi staruszka, panna Marple. Występują: Geraldine McEwan (panna Marple), Greta Scacchi (Tuppence Beresford), Anthony Andrews (Tommy Beresford), Clare Holman (panna Packard), Miriam Karlin (Marjorie Moody), O-T Fagbenle (Chris Murphy), Jody Halse (Amos Perry), Josie Lawrence (Hannah Beresford), Michael Begley (Ethan Maxwell), Brian Conley (Eric Johnson), Eliza Bennett (Nora Johnson), Florence Strickland (Jane Eyre), Patrick Barlow (pan Timothy), Lia Williams (Nellie Bligh), Steven Berkoff (Freddie Eccles), Oliver Jordan (młody Ethan), Michael Maloney (dr Joshua Waters), Leslie Phillips (sir Philip Starke), Chloe Pennington (młoda Hannah), Michelle Ryan (Rose Waters), Claire Bloom (ciotka Ada), June Whitfield (pani Lancaster), Charles Dance (Septimus Bligh). |   |                              |                                              |               |                   |                  |                      |                     |
| 8 | 4 | The Sittaford Mystery        | Tajemnica Sittaford                          | Paul Unwin    | Stephen Churchett | 30 kwietnia 2006 | 9 listopada 2007     | Tajemnica Sittaford |
| Nocą podczas zamieci śnieżnej w pewnym prowincjonalnym miasteczku zostaje zamordowany jeden z gości niewielkiego hoteliku – wpływowy brytyjski dyplomata. Panna Marple rozpoczyna własne dochodzenie. Występują: Geraldine McEwan (panna Marple), Carey Mulligan (Violet Willett), Patricia Hodge (pani Evadne Willett), Rita Tushingham (panna Elizabeth Percehouse), Michael Brandon (Martin Zimmerman), James Wilby (Stanley Kirkwood), Michael Attwell (Archie Stone), Jeffrey Kissoon (Ahmed Ghai), Laurence Fox (James Pearson), Ian Hallard (dziennikarz), Robert Hickson (Arthur Hopkins), Matthew Kelly (Donald Jones), Robert Hardy (Winston Churchill), Paul Kaye (dr Ambrose Burt), James Murray (Charles Burnaby), Mel Smith (John Enderby), Zoe Telford (Emily Trefusis), Timothy Dalton (Clive Trevelyan). |   |                              |                                              |               |                   |                  |                      |                     |

### Seria 3
| 9 | 1 | Towards Zero        | Godzina zero      | David Grindley        | Kevin Elyot       | 29 lipca 2007    | 16 listopada 2007 | Godzina zero      |
| Panna Marple (Geraldine McEwan) odwiedza swoją starą przyjaciółkę z lat szkolnych, lady Camille Tresselin (Eileen Atkins), w jej nadmorskiej willi. Niedługo dochodzi do morderstwa, a Jane Marple postanawia zdemaskować zabójcę. Występują: Geraldine McEwan (panna Marple), Tom Baker (Freddy Treves), Julie Graham (Mary Aldin), Paul Nicholls (Ted Latimer), Julian Sands (Thomas Royde), Alan Davies (Superintendent Mallard), Eileen Atkins (lady Camilla Tressilian), Greg Wise (Neville Strange), Zoe Tapper (Kay Strange), Saffron Burrows (Audrey Strange), Greg Rusedski (Merrick), Wendy Nottingham (panna Rogers), Amelda Brown (Barrett), Peter Symonds (Hurstall), Jo Woodcock (Alice), Ben Meyjes (Tipping), Thomas Arnold (Jones), Mike Burnside (George), Eleanor Turner-Moss (Diana Brinton), Guy Williams (dr Lazenby). |   |                     |                   |                       |                   |                  |                   |                   |
| 10 | 2 | Nemesis             | Nemezis           | Nicholas Winding Refn | Stephen Churchett | 19 sierpnia 2007 | 23 listopada 2007 | Nemezis           |
| Panna Jane Marple niespodziewanie otrzymuje wiadomość od dawnego znajomego. Jason Rafiel (znany z Karaibskiej tajemnicy) prosi o wyjaśnienie pewnej śmierci, w zamian proponując wysokie honorarium. Mimo że pan Rafiel nie podaje żadnych szczegółów, panna Marple decyduje się podjąć wyzwanie. Jedyną wskazówką jest dziwny prezent od pana Rafiela. Opłacił on przed śmiercią tajemniczą wycieczkę autokarową. Wszystko wskazuje, że wśród uczestników może znajdować się zabójca. Pozostaje pytanie: kto jest ofiarą? Występują: Geraldine McEwan (panna Marple), Richard E. Grant (Raymond West), Johnny Briggs (Sydney Lumley), Amanda Burton (siostra Clotilde), Anne Reid (matka Agnes), Ronni Ancona (Amanda Dalrymple), George Cole (Lawrence Raeburn), Dan Stevens (Michael Faber/Rafiel), Will Mellor (Martin Waddy), Emily Woof (Rowena Waddy), Ruth Wilson (Georgina Barrow), Adrian Rawlins (Derek Turnball), Laura Michelle Kelly (Margaret Lumley/Verity Hunt), Lee Ingleby (Colin Hards), Graeme Garden (Matthew Broadribb), Heidi Monsen (Waitress). |   |                     |                   |                       |                   |                  |                   |                   |
| 11 | 3 | At Bertram’s Hotel  | Hotel Bertram     | Dan Zeff              | Tom MacRae        | 15 lipca 2007    | 30 listopada 2007 | Hotel Bertram     |
| W tytułowym hotelu Betrtam gości grupa jakże różnych od siebie osób. Każdy przyjezdny zajmuje się swoimi sprawami. Wkrótce w niewyjaśnionych okolicznościach ginie pokojówka. Panna Marple wpada na trop i postanawia rozwiązać tę sprawę. Występują: Geraldine McEwan (panna Marple), Martine McCutcheon (Jane Cooper), Stephen Mangan (inspektor Larry Bird), Polly Walker (lady Bess Sedgwick), Vincent Regan (Mickey Gorman), Hannah Spearritt (Tilly Rice), Mica Paris (Amelia Walker), Emily Beecham (Elvira Blake), Ed Stoppard (Ladislaus Malinowski), Charles Kay (Canon Pennyfather), Mary Nighy (Brigit Milford), Francesca Annis (lady Selina Hazy), Danny Webb (Mutti), Peter Davison (Hubert Curtain), Nicholas Burns (Jack & Joel Britten), Mark Heap (pan Humfries), Isabella Parriss (młoda panna Marple), James Howard (portier hotelowy z 1891 roku), Adam Smethurst (windziarz), Tony Bignell (gazeciarz), Shenton Dixon (Louis Armstrong), Sarah London (panna Tibbs), Georgia Allen (pani Rice).                                                   |   |                     |                   |                       |                   |                  |                   |                   |
| 12 | 4 | Ordeal by Innocence | Próba niewinności | Moira Armstrong       | Stewart Harcourt  | 22 lipca 2007    | 7 grudnia 2007    | Próba niewinności |
| Kiedy martwa Rachel Argyle została odnaleziona w swoim gabinecie, jej syn Jacko zostaje oskarżony o morderstwo i skazany na śmierć przez powieszenie. Kilka lat później Gwenda Vaughn jest zaręczona z owdowiałym Leo Argyle i zaprasza swoją przyjaciółkę pannę Marple na swój ślub. Na jaw wychodzą nowe dowody świadczące o niewinności Jacko, a w międzyczasie ginie Gwenda. Panna Marple postanawia wyjaśnić tę sprawę. Występują: Geraldine McEwan (panna Marple), Jane Seymour (Rachel Argyle), Juliet Stevenson (Gwenda Vaughan), Alison Steadman (Kirsten Lindstrom), Richard Armitage (Philip Durrant), Denis Lawson (Leo Argyle), Lisa Stansfield (Mary Durrant), Burn Gorman (Jacko Argyle), Julian Rhind-Tutt (dr Arthur Calgary), Reece Shearsmith (inspektor Huish), Stephanie Leonidas (Hester Argyle), Gugu Mbatha-Raw (Tina Argyle), Tom Riley (Bobby Argyle), Bryan Dick (Micky Argyle), Andrea Lowe (Maureen), Camille Coduri (pani Lindsay), Michael Feast (John Croker), Pippa Haywood (pani Price), James Jurran (Cyril Price).                   |   |                     |                   |                       |                   |                  |                   |                   |

### Seria 4
Trzynasty film z cyklu to pierwszy, w którym w postać panny Marple wciela się brytyjska aktorka Julia McKenzie, zastępując w tej roli dotychczasową odtwórczynię Geraldine McEwan. Serię tę w Polsce wydano na DVD w 2009 roku.
| 13 | 1 | A Pocket Full of Rye       | Kieszeń pełna żyta         | Charles Palmer   | Kevin Elyot       | 5 lipca 2009  | Kieszeń pełna żyta         |
| Dyrektor agencji powierniczej, Rex Fortescue, umiera, a w jego kieszeni zostają znalezione ziarna żyta. Wszystko wskazuje na to, że został otruty. Okazuje się, że mężczyzna nie był lubiany przez wiele osób – w tym krewnych i każdy mógł mu życzyć śmierci. Panna Marple postanawia rozwiązać tę sprawę. Występują: Julia McKenzie (panna Marple), Rose Heiney (Gladys), Laura Haddock (panna Grosvenor), Kenneth Cranham (Rex Fortescue), Thea Collings (Tilly), Lucy Cohu (Pat Fortescue), Rupert Graves (Lance Fortescue), Matthew Macfadyen (inspektor Neele), Edward Tudor-Pole (profesor Bernsdorrf), Ralf Little (sierżant Pickford), Helen Baxendale (Mary Dove), Ken Campbell (Crump), Anna Madeley (Adele Fortescue), Joseph Beattie (Vivian Dubois), Wendy Richard (pani Crump), Ben Miles (Percival Fortescue), Liz White (Jennifer Fortescue), Hattie Morahan (Elaine Fortescue), Paul Brooke (Billingsley), Chris Larkin (Gerald Wright), Prunella Scales (pani Mackenzie), Rachel Atkins (siostra z sanatorium).   |   |                            |                            |                  |                   |               |                            |
| 14 | 2 | Murder is Easy             | Morderstwo to nic trudnego | Hettie Macdonald | Stephen Churchett | 12 lipca 2009 | Morderstwo to nic trudnego |
| Podczas podróży pociągiem do Londynu panna Marple rozmawia z przypadkowo poznaną kobietą – Lavinią Pinkerton. Twierdzi ona, że w miejscowości, gdzie mieszka, czyli Wychwood popełniono dwa morderstwa i jedzie zgłosić to do Scotland Yardu. Kiedy panna Marple dowiaduje się z gazet, że Lavinia zginęła w podejrzanym wypadku, postanawia pojechać do Wychwood i wyjaśnić te zbrodnie. Występują: Julia McKenzie (panna Marple), Steve Pemberton (Henry Wake), Shirley Henderson (Honoria Waynflete), Sylvia Syms (Lavinia Pinkerton), Benedict Cumberbatch (Luke Fitzwilliam), Lyndsey Marshal (Amy Gibbs), James Lance (doktor Geoffrey Thomas), Tim Brooke-Taylor (doktor Edward Humbleby), Camilla Arfwedson (Rose Humbleby), Hugo Speer (James Abbot), Anna Chancellor (Lydia Horton), David Haig (major Hugh Horton), Margo Stilley (Bridget Conway), Jemma Redgrave (Jessie Humbleby), Russell Tovey (PC Terence Reed), Stephen Churchett (koroner), Steven Hartley (George Rogers), Julian Lightwing (Leonard Waynflete). |   |                            |                            |                  |                   |               |                            |
| 15 | 3 | Why Didn’t They Ask Evans? | Dlaczego nie Evans?        | Nicholas Renton  | Patrick Barlow    | 19 lipca 2009 | Dlaczego nie Evans?        |
| Bobby Attfield jest świadkiem dziwnej sytuacji – podczas spaceru znajduje umierającego mężczyznę, który w ostatniej chwili tchnienia wypowiada intrygujące słowa: Dlaczego nie Evans?. Attfield postanawia zagłębić się w sprawę i odkryć co miał na myśli umierający. Trop wiedzie go do pewnego zabytkowego zamku, a w zagadce pomagają mu jego znajoma Frankie Derwent oraz panna Marple. Występują: Julia McKenzie (panna Marple), Sean Biggerstaff (Bobby Attfield), Dawid Buchanan (John Carstairs), Siwan Morris (Florrie), Helen Lederer (Marjorie Attfield), Georgia Moffett (Frankie Derwent), Samantha Bond (Sylvia Savage), Richard Briers (Wilson), Freddie Fox (Tom Savage), Rik Mayall (Alec Nicholson), Hannah Murray (Dorothy Savage), Rafe Spall (Roger Bassington), Natalie Dormer (Moira Nicholson), Warren Clarke (dowódca Peters), Mark Williams (Claud Evans), Basher Savage (młody George Savage), Sarah Ridgeway (młoda Sylvia), Rupert Savage (młody Jack Savage).                                         |   |                            |                            |                  |                   |               |                            |
| 16 | 4 | They Do It with Mirrors    | Strzały w Stonygates       | Andy Wilson      | Paul Rutman       | 26 lipca 2009 | Strzały w Stonygates       |
| Carrie-Louise, wraz ze swoim trzecim mężem Lewisem Serrocoldem, prowadzi zakład poprawczy dla młodych mężczyzn. Gdy w gabinecie Carrie-Louise zostaje podłożony ogień, jej siostra Ruth Van Rydock prosi swoją dawną koleżankę Jane Marple o pomoc. Wkrótce dochodzi do morderstwa, a panna Marple rozpoczyna śledztwo. Występują: Julia McKenzie (panna Marple), Elliot Cowan (Wally Hudd), Emma Griffiths Malin (Gina Elsworth), Joan Collins (Ruth Van Rydock), Penelope Wilton (Carrie Louise Serrocold), Brian Cox (Lewis Serrocold), Jordan Long (Whitstable Ernest), Sarah Smart (Mildred), Maxine Peake (Jolly Bellever), Alexei Sayle (doktor Maverick), Liam Garrigan (Stephen Restarick), Tom Payne (Edgar Lawson), Nigel Terry (Christian Gulbrandsen), Ian Ogilvy (Johnny Restarick), Alex Jennings (inspektor Curry), Sean Hughes (sierżant Lake). |   |                            |                            |                  |                   |               |                            |

### Seria 5
| 17 | 1 | The Mirror Crack’d from Side to Side | Zwierciadło pęka w odłamków stos | Tom Shankland   | Kevin Elyot      | 23 maja 2010    | Zwierciadło pęka w odłamków stos               |
| Do St. Mary Mead przyjeżdża wraz z mężem Jasonem Ruddem znana gwiazda filmowa, Marina Gregg w celu zakupu posiadłości Gossington Hall. Wkrótce na przyjęciu powitalnym ginie jej fanka – Heather Badcock. Jane Marple postanawia zbadać tę sprawę. Występują: Julia McKenzie (panna Marple), Joanna Lumley (Dolly Bantry), Lindsay Duncan (Marina Gregg), Charlotte Riley (Margot Bence), Hugh Bonneville (inspektor Hewitt), Victoria Smurfit (Ella Blunt), Samuel Barnett (sierżant Tiddler), Caroline Quentin (Heather Badcock), Brennan Brown (Hailey Preston), Martin Jarvis (Vincent Hogg), Nigel Harman (Jason Rudd), Will Young (Casey Croft), Neil Stuke (Dr Haydock), Hannah Waddingham (Lola Brewster). |   |                                      |                                  |                 |                  |                 |                                                |
| 18 | 2 | The Secret of Chimneys               | Tajemnica rezydencji Chimneys    | John Strickland | Paul Rutman      | 20 czerwca 2010 | Tajemnica rezydencji Chimneys                  |
| Panna Marple towarzyszy Lady Virginii Revel podczas wystawnego weekendu w rodzinnej rezydencji Chimneys. Ten wystawny weekend kończy się w momencie gdy nowy właściciel posiadłości zostaje znaleziony martwy w sekretnym przejściu rezydencji. Panna Marple postanawia zdemaskować mordercę. Występują: Julia McKenzie (panna Marple), Jonas Armstrong (Anthony Cade), Stephen Dillane (Finch), Charlotte Salt (Lady Virginia Revel), Dervla Kirwan (Bundle), Mathew Horne (Bill Eversleigh), Adam Godley (George Lomax), Ruth Jones (Panna Blenkinsopp), Anthony Higgins (Hrabia Ludwig), Michelle Collins (Treadwell), Ian Weichardt (Młody Lomax), Laura O’Toole (Agnes), Robert Dunbar (Młoda hrabia). |   |                                      |                                  |                 |                  |                 |                                                |
| 19 | 3 | The Blue Geranium                    | Błękitne geranium                | David Moore     | Stewart Harcourt | 27 czerwca 2010 | Błękitne geranium z książki Trzynaście zagadek |
| Czy bogata Mary Pritchard naprawdę umarła z powodu szoku, gdy zobaczyła, że geranium na tapecie w jej pokoju, zmieniły kolor z różowego na błękitny? Panna Marple, mając nowe dowody w tej tajemniczej sprawie, rozpoczyna własne śledztwo. Występują: Julia McKenzie (panna Marple), Patrick Baladi (Jonathan Frayn), Paul Rhys (Lewis Pritchard), Claire Rushbrook (Caroline Copling), Jason Durr (Eddie Seward), Donald Sinden (Sir Henry Clithering), David Calder (Dermot), Hugh Ross (Lord Justice Carmichael),Rebekah Manning (Susan Carstairs), Richard Betts (Urzędnik w sądzie), Ian East (John, ogrodnik), Toby Stephens (George Pritchard), Kevin McNally (Inspketor Somerset). |   |                                      |                                  |                 |                  |                 |                                                |
| 20 | 4 | The Pale Horse                       | Tajemnica Bladego Konia          | Andy Hay        | Russell Lewis    | 10 lipca 2011   | Tajemnica Bladego Konia                        |
| Ojciec Gorman, stary przyjaciel panny Marple, zostaje brutalnie zamordowany. Przed śmiercią zdążył wysłać do niej tajemniczy listy ze spisem nazwisk. Jane Marple postanawia udać się do Londynu, aby wyjaśnić, kto i dlaczego zabił jej znajomego. Swoje dochodzenie zaczyna od Zajazdu „Pod Bladym Koniem”. Występują: Julia McKenzie (panna Marple), Holly Valance (Kinga Cottam), Sarah Alexander (Lydia Harsnet), Jonathan Cake (Mark Easterbrook), Bill Paterson (Pan Bradley), JJ Feild (Paul Osbourne), Susan Lynch (Sybil Stamfordis), Pauline Collins (Thyrza Grey), Jason Merrells (Edward Kerrigan), Nigel Planer (Roger Venables), Tom Ward (kapitan Cottam), Holly Willoughby (Goody Carne), Neil Pearson (inspektor Lejeune), Lynda Baron (Pani Coppins), Nicholas Parsons (ojciec Gorman), Jenny Galloway (Bella Ellis), Elizabeth Rider (Pani Davis), JJ Hooker (Pani Tuckerton). |   |                                      |                                  |                 |                  |                 |                                                |

### Seria 6
| 21 | 1 | A Caribbean Mystery | Karaibska tajemnica   | Charlie Palmer | Charlie Higson | 16 czerwca 2013 | Karaibska tajemnica                                             |
| Podczas spędzania wakacji na Karaibach panna Marple rozwiązuje zagadkę morderstwa starszego majora Palgrave, który wśród gości zgromadzonych w jednym z tamtejszych hoteli rozpoznaje mordercę, grasującego przez laty w miasteczku. Występują: Julia McKenzie (panna Marple), Pippa Bennett-Warner (Victoria Johnson), Warren Brown (Jackson), Oliver Ford Davies (Major Palgrave), Charlie Higson (James Bold), Montserrat Lombard (Esther Walters), Alastair Mackenzie (Edward Hillingdon), Anele Matoti (inspektor Daventry), Hermione Norris (Evelyn Hillingdon), Daniel Rigby (Canon Prescott), Antony Sherr (Jason Rafiel), Charity Wakefield (Molly Kendall), Robert Webb (Tim Kendall), Kingsley Ben-Adir (Errol), Jeremy Crutchley (Ian Fleming).                                     |   |                     |                       |                |                |                 |                                                                 |
| 22 | 2 | Greenshaw’s Folly   | Szaleństwo Greenshawa | Sarah Harding  | Tim Whitnall   | 23 czerwca 2013 | Szaleństwo Greenshawa z książki Tajemnica gwiazdkowego puddingu |
| Panna Marple przyjeżdża wraz do tytułowej rezydencji, w której mieszka jej przyjaciółka Katherine Greenshaw. Wkrótce ginie lokaj Walter, a jeden z gości rezydencji – pan Bindler znika w niewyjaśnionych okolicznościach. Panna Marple rozpoczyna śledztwo. Występują: Julia McKenzie (panna Marple), Kimberley Nixon (Louisa Oxley), Fiona Shaw (Katherine Greenshaw), Julia Sawalha (Panna Cresswell), Robert Glenister (Ojciec Brophy),Sam Reid (Nat Fletcher), Judy Parfitt (Cicely Beauclerk), Martin Compston (Alfred Pollock), Bobby Smalldridge (Archie Oxley), Matt Willis (Cayley), John Gordon Sinclair (inspektor Welch), Oscar Pearce (Philip Oxley), Rufus Jones (Horace Bindler), Vic Reeves (Walter Cracken), Candida Gubbins (Minnie Tulliver), Joanna David (Grace Ritchie). |   |                     |                       |                |                |                 |                                                                 |
| 23 | 3 | Endless Night       | Noc i ciemność        | David Moore    | Kevin Elyot    | 29 grudnia 2013 | Noc i ciemność                                                  |
| Pani Marple bada sprawę młodego małżeństwa, które zignorowało ostrzeżenia Cyganki i zamieszkało w wymarzonym domu, na którym rzekomo ciążyła klątwa. Występują: Julia McKenzie (panna Marple),Joanna Vanderham (Ellie Goodman), Tom Hughes (Michael Rogers), Aneurin Barnard (Robbie Hayman), William Hope (Andrew Lippincott), Birgitte Hjort Sørensen (Greta Andersen), Tamzin Outhwaite (Pani Phillpot), Glynis Barber (Cora van Stuyvesant), Wendy Craig (Marjorie), Rosalind Halstead (Claudia Hardcastle), Hugh Dennis (Major Phillpot), Janet Henfrey (Esther Lee), Celyn Jones (Sierżant Keene). |   |                     |                       |                |                |                 |                                                                 |

## Nagrody
Wszystkie 4 odcinki sezonu pierwszego zostały nominowane w roku 2005 do nagrody Emmy w kategorii Najlepszy miniserial telewizyjny oraz do nagrody Satelita nominowana Geraldine McEwan w dwóch kategoriach: Najlepsza aktorka w miniserialu telewizyjnym oraz Najlepszy miniserial telewizyjny.